# 罕荣高
罕荣高（？—？），傣族，第一任勐角董土千总。清朝光绪初年，耿马土司罕朝瑗委任罕荣高为勐角董代办。光绪十七年（1891年）获清廷册封为勐角董土千总，获得“云南省镇边厅勐角董世袭土千总印”一枚。
| 前任： 无 | 勐角董土司 1891年—1905年 | 繼任： 罕华相 |